# Élections générales britanniques de 1959 en Écosse
Des élections générales britanniques ont lieu le 8 octobre 1959 pour élire la 42e législature du Parlement du Royaume-Uni. L'Écosse élit 71 des 630 députés.

## Résultats
| Partis | Partis                   | Partis                   | Voix      | Voix  | Voix       | Total des sièges | Total des sièges | Total des sièges |
| Partis | Partis                   | Partis                   | Votes     | %     | +/−        | Sièges           | +/−              |                  |
| ------ | ------------------------ | ------------------------ | --------- | ----- | ---------- | ---------------- | ---------------- | ---------------- |
|        | Conservateur             | Conservateur             | 1 260 287 | 47,3  | 2,8        | 31 / 71          | 5                |                  |
|        | Unioniste                | 1 060 609                | 39,8      | 1,7   | 25 / 71    | 5                |                  |                  |
|        | National-libéral         | 199 678                  | 7,5       | 1,1   | 6 / 71     | stagnation       |                  |                  |
|        | Travailliste             | Travailliste             | 1 245 255 | 46,7  | stagnation | 38 / 71          | 4                |                  |
|        | Libéral                  | Libéral                  | 108 963   | 4,1   | 2,1        | 1 / 71           | stagnation       |                  |
|        | Unioniste indépendant    | Unioniste indépendant    | 12 163    | 0,5   |            | 1 / 71           |                  |                  |
|        | SNP                      | SNP                      | 21 738    | 0,8   | 0,3        | 0 / 71           | stagnation       |                  |
|        | Communiste               | Communiste               | 12 150    | 0,5   | stagnation | 0 / 71           | stagnation       |                  |
|        | Ligue socialiste de Fife | Ligue socialiste de Fife | 4 886     | 0,2   |            | 0 / 71           |                  |                  |
|        | Autres                   | Autres                   | 2 071     | 0,1   | 0,2        | 0 / 71           | stagnation       |                  |
| Total  | Total                    | Total                    | 2 667 513 | 100,0 | stagnation | 71 / 71          | stagnation       |                  |